# Jan II. ze Šternberka
Jan II. ze Šternberka († 9. září 1528) byl český šlechtic z konopišťské větve rodu Šternberků, který po deset let zastával zemský úřad karlštejnského purkrabího. Spolu s bratrem se řadil mezi nejbohatší české šlechtice.

## Původ a život

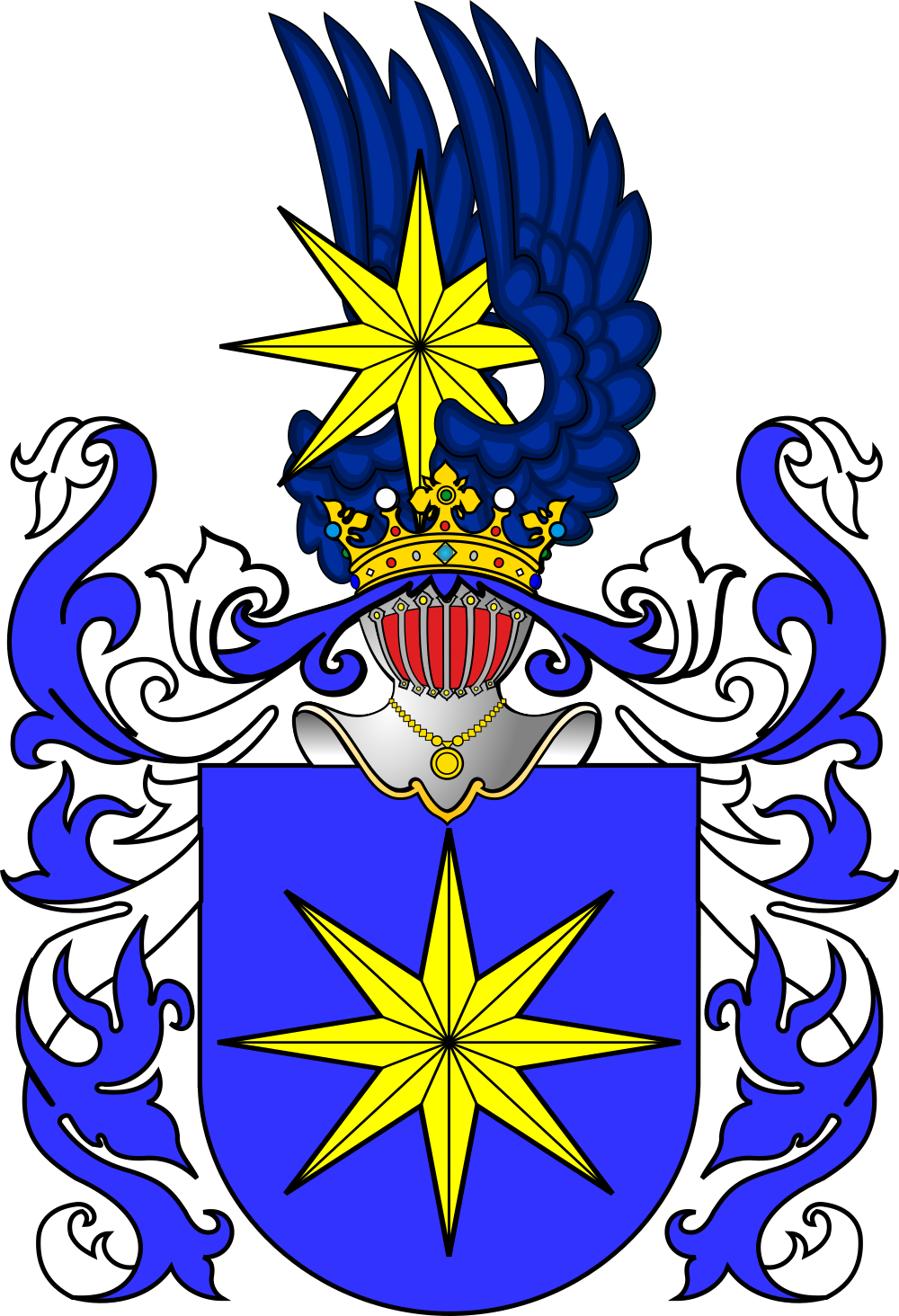
Erb Šternberků

Narodil se jako syn Jaroslava III. ze Šternberka († 1492), zemského hejtmana v Lužici, a jeho manželky Alžběty z Gerova († 1505).
Od roku 1518 až do své smrti zastával post karlštejnského purkrabího. V roce 1521 se po smrti bratra Ladislava, nejvyššího kancléře Českého království, stal hlavou konopišťské větve rodu.
Zemřel 9. září 1528 a pochován byl v kostele Nanebevzetí Panny Marie františkánského kláštera v Bechyni. Jeho náhrobní deska i deska jeho druhé manželky Johany Švihovské z Rýzmburka se dochovala.

## Majetek
Společně s bratrem Ladislavem ze Šternberka vlastnil panství Bechyně. V roce 1496 získal od krále Vladislava II. do zástavy hrad a panství Radyně. Patřil k nejbohatším českým pánům. V roce 1505 se společně s bratrem Ladislavem umístil v žebříčku nejbohatších šlechticů na desátém místě. Tehdy probíhala válka proti odbojným Šlikům a žebříček byl sestaven podle rozpisu vojenské povinnosti, která byla urozeným stanovena na základě odhadu majetku.

## Rodina
Oženil se dvakrát. Poprvé si vzal za ženu v roce 1492 Jitku z Gutštejna. Podruhé se oženil v roce 1518 s Johanou Švihovskou z Rýzmberka († 1529), dcerou nejvyššího zemského sudího Půty Švihovského z Rýzmberka († 1504) a jeho manželky Bohunky Meziříčské z Lomnice († po 1505). Všech šest dětí pocházelo z prvního manželství.
- 1. Johana († 1550)
- 2. Anna († 1553)
  - ∞ Petr Krabice z Veitmile († 1542)
- 3. Adam I. († 6. 2.1560), karlštejnský purkrabí 1546–1549, nejvyšší dvorský sudí 1549–1554), nejvyšší zemský komoří Českého království 1554–1560
  - ∞ (1519) Markéta Malovcová z Pacova († po 1572)
- 4. Jaroslav († 1530/1535)
- 5. Magdalena († 1572)
  - ∞ Jan starší ze Švamberka († 12. 1. 1559)
- 6. Bohunka († 3. 3. 1588), abatyše klarisek v Českém Krumlově